# Купешова, Бота Каирбаевна
Бота Каирбаевна Купешова (8 июня 1967, Алма-Ата) — российская футболистка, выступавшая на позиции защитника.
С 1989 по 1992 год выступала только в одном клубе — Грация — Мерей — СКА-Мерей — ЦСК ВВС.

## Достижения
Чемпионат России по футболу среди женщин
- Серебряный призёр чемпионата России: 1992